# キープ・クール
『キープ・クール』（原題：有話好好説）は1997年製作の中国映画。張芸謀（チャン・イーモウ）監督。中国都市部を舞台に対照的な2人の男が巻き起こす珍騒動を描いたコメディ映画。

## キャスト
- シャオ（趙小帥）：姜文（チアン・ウェン）
- チャン（張秋生）：李保田（リー・パオティエン）
- アンホン（安紅）：瞿頴（チュイ・イン）
- リュウ（劉）：劉文治（リュウ・ウエンチー）
- ：葛優（グォ・ヨウ）
- ：張芸謀（チャン・イーモウ）
- ：趙本山（チャオ・ベンシャン）
- ：李雪健（リー・シュエチェン）
- ：李琦（リー・チー）
- ：劉信義（リウ・シンイ）

## スタッフ
- 監督：張芸謀（チャン・イーモウ）
- 原作：述平（シュー・ピン）『晩報新聞』
- 脚本：述平（シュー・ピン）
- 撮影：呂楽（リュイ・ユエ）
- 美術：曹久平（ツァオ・チウピン）
- 音楽：臧天朔（ザン・ティエンシュオ）
- 録音：陶経（タオ・チン）
- 製作：ワン・チーパン、チャン・ウェイミン